# Abdul Hamid Kane
 (janvier 2014).
Si vous disposez d'ouvrages ou d'articles de référence ou si vous connaissez des sites web de qualité traitant du thème abordé ici, merci de compléter l'article en donnant les références utiles à sa vérifiabilité et en les liant à la section « Notes et références ».
Le cheikh Abdul Hamid Kane (1855-1932 ; en arabe : العارف بالله القاضي الشيخ عبد الحميد كن), grand maître de la Tijaniyya, était un cadi malikite. Vers la fin du XIXe siècle, il fut l'une des plus grandes figures de l'islam de l'Afrique de l'Ouest plus particulièrement du Sénégal.

## Famille
Le cheikh Abdul Hamid Kane est le fils du cheikh Abdul Mumin Kane, fils d'Abdul Hamid, fils de Souleymane al-Moufassir, fils de Daoud de la tribu mauritanienne « Mudin Allah »  de la lignée du célèbre maître soufi Abdul Qadir Jilani.
Les Kane se distinguèrent en Mauritanie, au Sénégal, le Mali et la Guinée dans le domaine de la spiritualité et la théologie. Le premier de leurs ancêtres à s'installer sur Fouta (au Sénégal) fut le cheikh Souleymane al-Moufassir. Maître soufi de la tariqa Chadhiliyya, le cheikh Souleymane Kane était un érudit dans les sciences islamiques plus particulièrement exégète du Coran, ce qui lui valait, d'ailleurs, d'être surnommé Souleymane al-Moufassir (l'exégète).
Le père du cheikh Abdul Hamid Kane, Cheikh Abdul Mumin Kane faisait figure de référence religieuse à Saint-Louis (Sénégal) en son temps. Il était l'imam de la grande mosquée et à la tête d'une importante école coranique de la ville. Grand Muqadam de la Tijaniyya, il fut initié par le célèbre maître El Hadj Oumar Tall. De son union avec Fatima Binta Siré naquit Abdul Hamid Kane.

## Formation

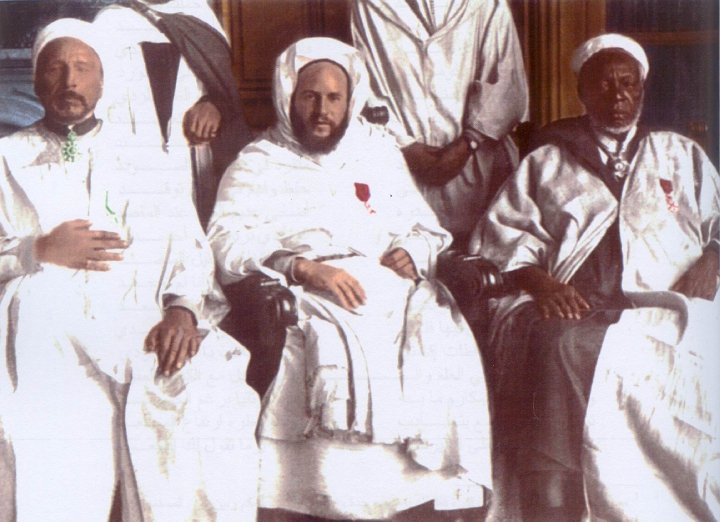
À droite, le cheikh Abdul Hamid Kane. Au centre, le cheikh Ahmed Skiredj.

Le cheikh Abdul Hamid Kane mémorisa le Coran très jeune. Il partit ensuite, à l'initiative de son père, auprès d'un cheikh de Fouta (ville frontalière de la Mauritanie) pour l'approfondissement des sciences islamiques. Mais à cause d'une guerre tribale dans la région, son cheikh (maître) fut tué.  Alors la femme de ce dernier se réfugia avec le jeune Abdul Hamid en Mauritanie où il resta sept ans.

Ce n’est qu’après avoir fini ses études islamiques qu’il retrouva sa famille (qui le tenait pour mort) à Saint-Louis. Dès lors, il fut initié à la spiritualité et s’affilia à la Tijaniyya grâce à un ami de son père et disciple du cheikh El Hadj Oumar Tall : le Cheikh Muhammad Ahmad (renommé en Mauritanie et à Fouta).
  Le cheikh Abdul Hamid Kane déclara  à ce sujet : « le cheikh Muhammad Ahmad fut le premier à m’initier à la pratique de l’ascétisme et des noms divins ».
Après ses études et parallèlement à son parcours ascétique, le cheikh Abdoul Hamid Kane se lança dans le commerce. Cette activité le conduisit à Rufisque (ouest du Sénégal) puis à Kaolack (centre du pays). Les portes de la réussite s’ouvrirent alors à lui à tel point qu’il devint l’un des hommes les plus riches de Kaolack.
Parallèlement au négoce, il mena son cheminement spirituel et son ascension théologique. En effet, il fonda une école coranique et fit construire une mosquée. En 1898, il fut nommé cadi (juge islamique) de Kaolack, un poste qu’il finit par quitter en raison de son opposition à l’administration coloniale de l’époque.
En 1916, il entreprit son premier grand voyage qui le mena au Maroc, en France, en Égypte puis à la Mecque. Il revint ensuite en France (en 1922), en tant que représentant de l’A.O.F (Afrique Occidentale Française), pour la pose de la première pierre de la Grande Mosquée de Paris.

## Épouses
Abdoul Hamid Kane épousa à Kaolack la princesse Woulimata Diouf, fille du roi du royaume du Sine. En secondes noces, il se maria avec la princesse Mariam Ba, fille du roi Abdou Ba (frère du roi Maba Diakhou Bâ) du royaume de Nioro du Rip et de la reine Selbé Diouf du royaume du Sine. Il épousa également une femme du nom de Ngoné Diallo ainsi qu’Adama Sall.

## Sa réalisation et sa reconnaissance.

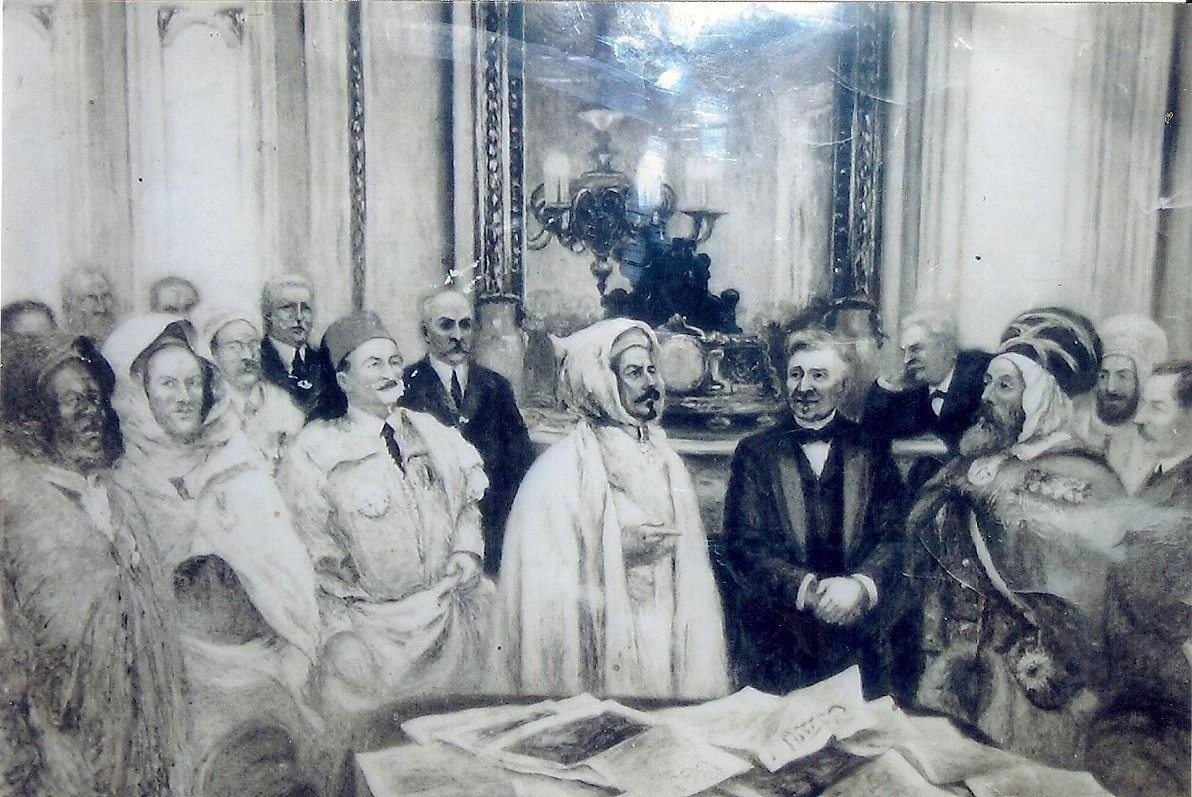
Représentation du Sheikh Abdul Hamid Kane en compagnie de la délégation du lieutenant-colonel Brémond à la Mecque

Son cheminement spirituel le mena au plus haut degré. Son rang fut reconnu par les plus grands savants de l’époque tel que le Cheikh Ahmed Skiredj, grand maître de la Tijaniyya au Maroc. Le Cheikh Abdul Hamid Kane  reçut la « Ijaza Al Moutlaqa » de la Tijaniyya (distinction la plus importante dans la voie du soufisme) de la part de nombreux savants à commencer par son Cheikh Muhammad Ahmad (Mauritanie) puis par : Cheikh Abdullah Samba (Sénégal), Cheikh Salih Al Makki (Algérie), Cheikh Mawlana Nasir (Maroc), cheikh Chérif Younous (Casamance), Cheikh Hajj Malik Sy (Sénégal) et Cheikh Ahmed Skiredj (Maroc). Ce dernier lui déclara dans une lettre «  Nous vous félicitons de votre accession à la donation suprême et à la station supérieure ».
À sa mort en  1932, à Kaolack, de nombreux savants se déplacèrent pour lui rendre un dernier hommage.  Sa succession fut assurée par son fils le Cheikh Ahmad Kane maître du mouvement soufi Tijani la Ahmadiyya Tijaniyya dont il disait : « C’est le plus petit de la famille mais de loin le plus grand ! ».